# Regionalagentur für die friaulische Sprache
Agjenzie Regjonâl pe Lenghe Furlane - ARLeF (Regionalagentur für die friaulische Sprache) ist die Hilfskörperschaft der Autonomen Region Friaul-Julisch Venetien, die die Aktivitäten zum Schutz und zur Förderung der friaulischen Sprache in der Region koordiniert.

## Ziele und Aufgaben
Die Agentur spielt eine zentrale Rolle bei der Umsetzung der Gesetzesvorschriften über die friaulische Sprache.
Die Agentur ist eine regionalrechtliche Körperschaft des öffentlichen Rechts mit Verwaltungs- und Finanzautonomie und Teil des vereinigten öffentlichen Dienstes von Friaul-Julisch Venetien. Sie wurde durch ein Regionalgesetz aus dem Jahr 2001 gegründet und nahm ihre Tätigkeit im Jahr 2005 auf.
Die Agentur berät öffentliche und private Einrichtungen und Unternehmen sprachlich und setzt zahlreiche Maßnahmen zur Förderung der Präsenz und des Gebrauchs der friaulischen Sprache in den wichtigsten Bereichen des gesellschaftlichen Lebens um, wie z. B. Familie, Schule, Massenmedien, neue Technologien, öffentliche Verwaltung, wissenschaftliche Forschung, Theater und Kunst, Kultur und Arbeitswelt.
Die Agentur nimmt ihre Aufgaben durch direkte Aktivitäten, Zuschüsse an öffentliche oder besonders qualifizierte private Einrichtungen, Formen der Zusammenarbeit mit öffentlichen und privaten Einrichtungen, die sich mit der Kenntnis, Verbreitung und dem Gebrauch der friaulischen Sprache befassen sowie durch Vergabe von Stipendien wahr.

## Regionales Sprachzentrum für die friaulische Sprache
Über das Regionale Sprachzentrum für die friaulische Sprache bietet ARLeF Toponymie und Sprachberatungsdienste, schriftliche Übersetzungen, Informationen und Orientierung in Bezug auf die friaulische Sprache an. Dieses Leistungsangebot wendet sich an alle kommunalen Gebietskörperschaften, Hilfskörperschaften und Konzessionäre öffentlicher Dienstleistungen im Zuständigkeitsgebiet. Der Dienst kann auch von Privatpersonen genutzt werden, wenn dies im Einklang mit den Leitlinien der regionalen Sprachpolitik steht. Das Zentrum hat einen Hauptsitz und vier Außenstellen, die das gesamte friaulischsprachige Gebiet abdecken.

## Projekte

### Familie, Kinder und Schule
Crescere con più lingue (Mit mehreren Sprachen aufwachsen) – ein Projekt, das zusammen mit den Gesundheitsbehörden des friaulischen Sprachraums mit dem Hauptziel umgesetzt wurde, junge Eltern für die vielfältigen kognitiven und metakognitiven Vorteile einer mehrsprachigen Erziehung zu sensibilisieren. Das Projekt soll zudem Vorurteile abbauen, die auch heute noch eine Entscheidung der Familien zugunsten mehrsprachiger Bildungswege beeinflussen können. Schließlich fördert das Projekt Crescere con più lingue die kulturellen und sprachlichen Merkmale der Region und ihre „natürliche Mehrsprachigkeit“.
Maman! – Die erste Fernsehsendung für Kinder nur auf Friaulisch. ARLeF hat auch eine friaulische Version mehrerer Zeichentrickfilme erstellt, darunter Omenuts, Tui e Tuie und Rite e Cjossul. Auf der Homepage gibt es u. a. auch einen Bereich für Kinder mit Lernspielen.
Pavee. La magjie dal furlan (Pavee. Der Zauber der friaulischen Sprache) – Eine institutionelle Informations- und Sensibilisierungskampagne speziell für Eltern von Kindern im Vorschul- und Schulalter, damit sie für die Wahlmöglichkeit des Friaulisch-Unterrichts für ihre Kinder sensibilisiert werden und sich bei der Anmeldung zur Kita, Grundschule und weiterführenden Schule dafür entscheiden.

### Neue Technologien
ARLeF entwickelte mehrere IT-Tools, die den schriftlichen Gebrauch der friaulischen Sprache gemäß der offiziellen Rechtschreibung erleichtern und den Nutzern auf der Website von ARLeF zur Verfügung stehen.

### Geschichte und Kultur

#### Fieste de Patrie dal Friûl (Fest der Heimat Friaul)
Seit 2015 unterstützt ARLeF die Durchführung der jährlich am 3. April stattfindenden offiziellen Feierlichkeiten und Nebenveranstaltungen zur Erinnerung an die Gründung des Patriarchalstaates Friaul am 3. April 1077.

#### Teatri Stabil Furlan (Friaulisches Schauspielhaus)
Ziel des Projektes ist die Einrichtung einer friaulischsprachigen Theaterproduktion mit qualifizierten Vertretern aus der Theater- und Kulturwelt des Friauls in Zusammenarbeit mit verschiedenen Einrichtungen wie der Stadt Udine, dem Css Teatro stabile di innovazione del Friuli-Venezia Giulia (Css Innovatives Schauspielhaus von Friaul Julisch Venetien), der Fondazione Teatro Nuovo Giovanni da Udine (Stiftung Neues Theater Giovanni da Udine), der Schauspielakademie Accademia di arte drammatica „Nico Pepe“, der Società Filologica Friulana (Friaulische Philologische Gesellschaft) und dem Istitût Ladin Furlan Pre Checo Placerean (Ladinisch-Friaulisches Institut Pre Checo Placerean).

#### Furlan, lenghe de Europe (Friaulisch, eine Sprache Europas)
Eine Wanderausstellung, die das Konzept der friaulischen Identität präsentiert, den soziokulturellen Kontext erklärt, in dem sich die Sprache entwickelt hat, und die sprachpolitischen Strategien im friaulischen Sprachraum veranschaulicht.

### Förderung der Sprache
Al dipent di nô (Es hängt von uns ab) – eine institutionelle Informations und Sensibilisierungskampagne für den bewussten und täglichen Gebrauch der friaulischen Sprache. Das Projekt ist in mehrere Phasen gegliedert und nutzt mehrere Medienkanäle mit dem Ziel, die Bevölkerung des Friauls, insbesondere Kinder und Jugendliche, zu erreichen und sie zur aktiven Förderung des Friaulischen zu ermutigen.

## Von ARLeF unterstützte Projekte (Auswahl)
ARLeF unterstützt die Förderung der friaulischen Sprache in den Bereichen Verlagswesen, Unterhaltung und wissenschaftliche Forschung durch die Gewährung von Fördermitteln, die im Rahmen einer entsprechenden Ausschreibung für öffentliche und private Einrichtungen für die Umsetzung spezifischer Projekte vergeben werden, darunter:
- Suns Europe: europäisches Festival für darstellende Kunst in Minderheitensprachen[7]
- Docuscuele: „Zentrum für Dokumentation, Forschung und didaktische Experimente für die friaulische Schule“ zur Vernetzung von Projekten und Kompetenzen im Bereich der Friaulisch-Didaktik[8]
- Lenghis-Ladint: ein didaktisches IT-Tool, das für die Friaulisch-Didaktik in einem mehrsprachigen Kontext verwendet wird und sowohl eine digitale Bibliothek als auch ein umfangreiches Übungslabor enthält[9]
- INT/ART: Dokumentationsreihe über junge Künstler und Kreative, die die friaulische Sprache in ihrer künstlerischen Produktion verwenden[10]
- die Filme Missus[11] und Predis[12] über den Kampf der friaulischen Priester um die Anerkennung der friaulischen Sprache.

## Kooperationspartner
Kooperationen bestehen mit wichtigen friaulischen Unternehmen im Rahmen von Aktivitäten wie u. a. die Übersetzung von Informations- und Werbematerial, die Organisation gemeinsamer Veranstaltungen, die Durchführung mehrsprachiger Informationskampagnen. Kooperationspartner sind u. a. das Mittelfest – Festival für Musik, Tanz, Theater und bildende Kunst aus den Ländern Mitteleuropas, Isontina Ambiente – das Unternehmen für die Abfallentsorgung und Stadtreinigung in 25 Gemeinden der Provinz Gorizia/Görz, der Fußballverein Udinese Calcio, die regionale Bahngesellschaft FUC - Società Ferrovie Udine-Cividale.

## EU-Projekte (Auswahl)
ID-COOP – Identität und Genossenschaftswesen im Siedlungsgebiet historischer Sprachminderheiten: Förderung der Verbindung zwischen dem Genossenschaftswesen und historischen Sprachminderheiten in den an dem Projekt beteiligten Grenzgebieten zur Verbesserung der Wettbewerbsfähigkeit
RUSH – Lingue minoritarie e orizzonti plurilingui (Minderheitensprachen und mehrsprachige Horizonte): Zusammenarbeit von Schulen und Institutionen in Italien, Kroatien und Spanien (Regionen mit bedeutenden Sprachminderheiten) zur Erarbeitung eines didaktischen Leitfadens (unter Verwendung der Amts- und Minderheitensprachen der am Projekt beteiligten Regionen) und zur Einrichtung eines Zentrums für die Sammlung und Dokumentation von Lern- und Lehrmaterial für die Verbreitung und den Austausch von mehrsprachigem Lern- und Lehrmaterial
Eumint (Euroregionen, Migration und Integration): Projekt zur Stärkung der institutionellen grenzüberschreitenden Zusammenarbeit zwischen Italien und Österreich in den Regionen Venetien und Friaul Julisch Venetien, den autonomen Provinzen Trient und Bozen, den Ländern Tirol und Kärnten mit dem Ziel der besseren Bewältigung der mit Migration verbundenen sozialen und kulturellen Herausforderungen sowie Förderung der Integrationsmaßnahmen in den grenznahen Gebieten.
ARLeF ist Teil des Network to Promote Linguistic Diversity (NPLD), dem paneuropäischen Netzwerk für Sprachpolitik und -planung, einer operativen Plattform zur Unterstützung und zum Schutz von Minderheiten- und Regionalsprachen in ganz Europa.